# Szonbaü állomás
Szonbaü (Seonbawi) állomás a szöuli metró 4-es vonalának állomása; Kvacshon (Gwacheon) városában található.
A vidéki vasutak nagy része Dél-Koreában a japán uralom alatt épült, japán mintára, emiatt bal oldali közlekedésű. Az 1970-es évek óta épülő metró azonban jobb oldali, a vágányok pedig Namtherjong (Namtaeryeong) és Szonbaü (Seonbawi) állomás között váltanak át jobb oldali közlekedésről bal oldalira.

## Viszonylatok
| 4-es vonal                                           | 4-es vonal                                          | 4-es vonal                                        |
| ---------------------------------------------------- | --------------------------------------------------- | ------------------------------------------------- |
| Namtherjong (Namtaeryeong) Tanggoge (Danggogae) felé | Kvacshon (Gwacheon) vonal személy- és expresszvonat | Szöuli Lóversenypálya Anszan (Ansan) és Oido felé |